# خاو
خاو، روستایی از توابع بخش خاوومیرآباد شهرستان مریوان در استان کردستان ایران است. خاو درکنار چشمه ای طبیعی بنا شده است.این روستا قدمت تاریخی دارد و در گذشته داری یک قلعه‌ی تاریخی بوده در پشت روستا که بالای کوهی به نام قلای خاو (به کردی: قەڵای خاو) قرار گرفته است. در چندین متن تاریخی نام‌هایی از قلای خاو آمده است. روستا همچنین دارای حمامی تاریخی بوده در حال حاضر اثری از آن باقی نمانده است.

## جمعیت
این روستا در دهستان خاوومیرآباد قرار دارد و براساس سرشماری مرکز آمار ایران در سال ۱۳۸۵، جمعیت آن ۳۳۵ نفر (۸۲خانوار) بوده‌است.